# Nordic Semiconductor
Nordic Semiconductor ASA és una empresa de tecnologia noruega sense fables especialitzada en el disseny de semiconductors de comunicacions sense fil de potència ultra baixa i programari de suport per a enginyers que desenvolupen i fabriquen productes IoT (Internet de les coses).
Els productes de maquinari SoC i SiP principals de l'empresa admeten tecnologies, protocols i estàndards sense fil com Bluetooth LE i malla BLE, Wi-Fi, Thread, Zigbee, Matter, LTE-M i NB-IoT, KNX IoT, així com l'estàndard 5G tecnologia DECT NR+ i comunicació en banda ISM de 2,4 GHz. nRF Connect SDK (kit de desenvolupament de programari) integra Zephyr RTOS i permet als desenvolupadors crear programari optimitzat per la mida.
Les aplicacions i productes d'usuari final inclouen l'electrònica de consum; auriculars sense fil i equip d'àudio LE; accessoris per a telèfons mòbils sense fil ("Accessories"); Gamepad, ratolí i teclat sense fils; equipament esportiu intel·ligent; assistència mèdica i sanitària sense fil; comandament a distància; aplicacions de veu i àudio sense fil (per exemple, veu sobre IP); seguretat; maquinari de navegació sense fil; i joguines. A més, les aplicacions IoT industrials i comercials inclouen salut, seguiment d'actius, mesura (gas/aigua/electricitat), llar intel·ligent i automatització d'edificis.
Nordic Semiconductor té la certificació ISO 9001 per Det Norske Veritas (DNV) des de 1996, i el certificat es va actualitzar a ISO 9001-2000 el 2001. L'any 1996, Nordic Semiconductor va cotitzar a la llista de pimes de la Borsa d'Oslo.
Nordic Semiconductor (originalment anomenat Nordic VLSI) es va fundar el 1983 i té la seu a Trondheim, Noruega.

## Història
Nordic Semiconductor es va fundar inicialment com a Nordic VLSI (NVLSI) a Trondheim, Noruega, el 1983. Quatre postgraus van formar l'empresa de la Universitat Noruega de Ciència i Tecnologia. Inicialment, la companyia es va centrar en el disseny de circuits integrats específics per a aplicacions de senyal mixt (ASIC) a la regió nòrdica. El 1996, l'empresa va sortir a borsa a la borsa noruega, on encara cotitza.

## Productes
Nordic Semiconductor dissenya i produeix solucions de SoC, SiP i connectivitat per a les bandes ISM a les bandes de 5 GHz, 2,4 GHz i 868/915 MHz. Els productes funcionen amb poca potència, permetent que les aplicacions sense fil i IoT utilitzin poca bateria i funcionin amb l'energia recollida.
Productes actuals inclouen SoCs que incorporen els nuclis de microcontroladors ARM Cortex-M0, ARM Cortex-M4 i ARM Cortex-M33.
Els productes populars inclouen el nRF24L01+ i el nRF24LE1, tots dos utilitzen la pila de protocols "Enhanced ShockBurst" patentada i lleugera en la banda ISM de 2,4 GHz. El nRF24L01+ és un transceptor senzill amb certa lògica per implementar la pila de protocols i està connectat a un microcontrolador mitjançant un bus SPI, mentre que el nRF24LE1 es pot veure com un nRF24L01 i un microcontrolador al mateix xip.'